# Siberian
Siberian ist eine schwedische Sludge- und Post-Metal-Band aus Linköping, die 2010 unter dem Namen Shrine gegründet wurde.

## Geschichte
Die Mitglieder waren bereits seit 2006 als Kinder gemeinsam musikalisch in verschiedenen Konstellationen miteinander tätig. 2010 gründeten sie die Band Shrine, die nach drei Jahren einen Plattenvertrag bei Gaphals Records unterzeichnen konnte, sich aber nun aus rechtlichen Gründen Siberian nannte. 2014 erschien das Debütalbum Modern Age Mausoleum, dass den ersten Teil der sogenannten Age-Trilogie bildet. Nach der Veröffentlichung ging es mehrfach auf Tournee durch Europa. In den folgenden zwei Jahren arbeitete die Band an ihrem nächsten Album, das 2017 über The Sign Records unter dem Titel Through Ages of Sleep veröffentlicht wurde. Danach ging die Band erneut auf Tour.

## Stil
Wolfgang Liu Kuhn vom Rock Hard schrieb in seiner Rezension zu Modern Age Mausoleum, dass man eine Gemeinsamkeit zu Mastodon nicht abstreiten kann. Er fühlte sich vor allem an die Alben Remission und Leviathan erinnert, wobei sich Siberian deutlich geradliniger gebe. Auch seien Gemeinsamkeiten zu Cult of Luna und Breakdowns im Converge-Stil zu verzeichnen.
Drei Jahre später rezensierte Ronny Bittner Through Ages of Sleep, auf dem die Band Post-, Sludge- und Black-Metal vermische und somit wie ein Mix aus Mastodon, Tempel und Mantar klinge. In die Songs arbeite die Gruppe Elemente aus der Folkmusik sowie akustische Passagen mit ein.
Im Interview mit Andreas Schiffmann, eine Ausgabe später, gab die Gruppe an, dass sie für das zweite Album auch durch traditionelle slawische Musik beeinflusst wurde. Die Mitglieder würden sich für Folk und Weltmusik interessieren und hätten auf diesem Album auch Instrumente wie Didgeridoo und Djembe verwendet.
Michael Klaas von Metal.de rezensierte Through Ages of Sleep ebenfalls und stellte fest, dass das Album nun deutlich näher am Post-Metal respektive Sludge angesiedelt sei als der Vorgänger. Der Gesang könne sowohl guttural als auch klar sein. Das Songwriting wirke baukastenartig und wiederhole sich häufig.

## Diskografie
als Shrine
- 2010: Shrine (Demo, Eigenveröffentlichung)
- 2012: Aether (Demo, Eigenveröffentlichung)

als Siberian
- 2014: Modern Age Mausoleum (Album, Gaphals Records)
- 2017: Through Ages of Sleep (Album, The Sign Records)